# 下地町 (豊橋市)
下地町（しもじちょう）は、愛知県豊橋市の地名。現行行政地名は下地町（33の小字）および下地町1丁目から5丁目。

## 地理
豊橋市北部に位置する。東は大村町・牛川町、西は横須賀町・北島町、南は今橋町・関屋町・船町、北は瓜郷町に接する。

### 河川
- 豊川[1]

### 字一覧
- 大圦（おおいり）[WEB 4]
- 門（かど）[WEB 4]
- 神田（かんだ）[WEB 4]
- 北村（きたむら）[WEB 4]
- 操穴（くりあな）[WEB 4]
- 見取（けんとり）[WEB 4]
- 五貫（ごかん）[WEB 4]
- 境田（さかいだ）[WEB 4]
- 重森（しげもり）[WEB 4]
- 城向（しろむこう）[WEB 4]
- 城谷（しろや）[WEB 4]
- 新道（しんみち）[WEB 4]
- 瀬上（せがみ）[WEB 4]
- 天神（てんじん）[WEB 4]
- 出枠（でわく）[WEB 4]
- 豊麻（とよあさ）[WEB 4]
- 豊岸（とよぎし）[WEB 4]
- 長池（ながいけ）[WEB 4]
- 西（にし）[WEB 4]
- 野箱（のばこ）[WEB 4]
- 吐出（はきだし）[WEB 4]
- 橋口（はしぐち）[WEB 4]
- 東（ひがし）[WEB 4]
- 東前（ひがしまえ）[WEB 4]
- 前田（まえだ）[WEB 4]
- 緑（みどり）[WEB 4]
- 宮腰（みやごし）[WEB 4]
- 宮前（みやまえ）[WEB 4]
- 元神（もとがみ）[WEB 4]
- 柳目（やなめ）[WEB 4]
- 横山（よこやま）[WEB 4]
- 四ッ屋（よつや）[WEB 4]
- 若宮（わかみや）[WEB 4]

## 歴史
宝飯郡下地村を前身とする。かつては「下河地」と称したが、応永年間頃に改称した。

### 人口の変遷
国勢調査による人口および世帯数の推移。
| 1995年（平成7年）  | 1915世帯 5841人 |  |
| 2000年（平成12年） | 1954世帯 5829人 |  |
| 2005年（平成17年） | 2106世帯 5901人 |  |
| 2010年（平成22年） | 2371世帯 6216人 |  |
| 2015年（平成27年） | 2525世帯 6231人 |  |

### 沿革
- 1889年（明治22年）10月1日 - 町村制による宝飯郡下地村が発足[3]。
- 1891年（明治24年）10月16日 - 町制施行に伴い、下地町となる[3]。
- 1906年（明治39年）7月1日 - 合併に伴い、下地町大字下地となる[3]。
- 1932年（昭和7年）9月1日 - 豊橋市へ編入し、同市下地町となる[3]。
- 1959年（昭和34年）7月31日 - 1～5丁目を新設[3]。

## 交通
- 国道1号[1]
- 愛知県道387号清須下地線[1]
- 愛知県道400号豊橋豊川線[1]

## 施設
- 豊橋市立北部中学校[1]
- 豊橋市立下地小学校[1]
- 曹洞宗永福寺[1]
- 浄土宗専修院[1]
- 水神社[1]
- 豊橋市水道局下地給水所[1]
- 真宗高田派聖眼寺[1]
- 真宗高田派真光寺[1]
- 真宗高田派祐泉寺[1]
- 豊橋下地郵便局[1]
- 熊野神社[1]
- 豊橋中央青果市場
- 豊橋信用金庫下地支店
- 岡崎信用金庫下地支店
- 豊橋大蚊里郵便局
- ヤマサちくわ本社
- 第8号下地緑地

## その他

### 日本郵便
集配担当する郵便局と郵便番号は以下の通りである。
| 字・丁目                                                    | 郵便番号 | 郵便局     |
| ----------------------------------------------------------- | -------- | ---------- |
| 字大圦・北村・操穴・五貫・境田 天神・野箱・柳目・横山・若宮 | 440-0083 | 豊橋郵便局 |
| 字神田・瀬上・緑・宮腰                                      | 440-0084 | 豊橋郵便局 |
| 1～5丁目                                                    | 440-0085 | 豊橋郵便局 |
| その他                                                      | 440-0086 | 豊橋郵便局 |

## 出身人物
- 鈴木拳山（当時は宝飯郡下地村）[4]

### WEB
1. ↑  “愛知県豊橋市の町丁・字一覧”.   人口統計ラボ. 2023年4月13日閲覧。
2. ↑  総務省統計局 (2017年1月27日). “平成27年国勢調査の調査結果(e-Stat) - 男女別人口及び世帯数 －町丁・字等” (CSV). 2021年7月21日閲覧。
3. ↑  “市外局番の一覧” (PDF).   総務省 (2022年3月1日). 2022年3月22日閲覧。
4. 1 2 3 4 5 6 7 8 9 10 11 12 13 14 15 16 17 18 19 20 21 22 23 24 25 26 27 28 29 30 31 32 33  “愛知県豊橋市 住所一覧から地図を検索”.   ONE COMPATH. 2023年8月17日閲覧。
5. ↑  総務省統計局 (2014年3月28日). “平成7年国勢調査の調査結果(e-Stat) - 男女別人口及び世帯数 －町丁・字等” (CSV). 2021年7月20日閲覧。
6. ↑  総務省統計局 (2014年5月30日). “平成12年国勢調査の調査結果(e-Stat) - 男女別人口及び世帯数 －町丁・字等” (CSV). 2021年7月20日閲覧。
7. ↑  総務省統計局 (2014年6月27日). “平成17年国勢調査の調査結果(e-Stat) - 男女別人口及び世帯数 －町丁・字等” (CSV). 2021年7月21日閲覧。
8. ↑  総務省統計局 (2012年1月20日). “平成22年国勢調査の調査結果(e-Stat) - 男女別人口及び世帯数 －町丁・字等” (CSV). 2021年7月21日閲覧。
9. ↑  総務省統計局 (2017年1月27日). “平成27年国勢調査の調査結果(e-Stat) - 男女別人口及び世帯数 －町丁・字等” (CSV). 2021年7月21日閲覧。
10. ↑  “愛知県豊橋市の郵便番号一覧”.   日本郵便. 2023年4月13日閲覧。
11. ↑  “郵便番号簿 2018年度版” (PDF).   日本郵便. 2019年6月10日閲覧。

### 書籍
1. 1 2 3 4 5 6 7 8 9 10 11 12 13 14 15 16 17  「角川日本地名大辞典」編纂委員会 1989, p. 1788.
2. ↑  「角川日本地名大辞典」編纂委員会 1989, p. 661.
3. 1 2 3 4 5  「角川日本地名大辞典」編纂委員会 1989, p. 662.
4. ↑  郷土豊橋を築いた先覚者たち編集委員会 1986, p. 262.